# ایران‌مال
ایران‌مال یا بازار بزرگ ایران یک بازار بزرگ در غرب تهران است که بزرگ‌ترین مرکز خرید جهان می‌باشد. این مال با کاربری بازرگانی، تفریحی، فرهنگی و ورزشی ساخته شده‌است. همچنین دارای چندین هتل و یک هتل ۵ ستاره است و پردیس سینمایی ایران مال که تنها سینما آی‌مکس در ایران است می‌باشد. ایران‌مال در نزدیکی دریاچه چیتگر در منطقه ۲۲ تهران جای دارد. ساخت این پروژه با زیربنای ۱٬۹۵۰،۰۰۰ متر مربع در سال ۱۳۸۹ آغاز گردید.
ایران‌مال سه تالار خوراک، یک پیست یخ، پیست دوٌ تارتان، سالن بیلیارد، سالن بولینگ، هلیوم پارک، فروشگاه دوچرخه و لوازم جانبی، فروشگاه‌های پوشاک، هایپر مارکت و سالن تئاتر و سینما نیز می باشد. تا سال ۲۰۲۴، نبود برندهای جهانی در ایران‌ مال باعث نقدهایی از سوی مردم درباره آن شده‌ است.
بودجه صرف شده برای این مجموعه ۲۲ هزار میلیارد تومان بوده و دارای تخلفاتی مربوط به نوع کاربری، پارکینگ و پروانه ساختمانی می‌باشد. ایران مال بابت تخلفات خود ۵۰۰ میلیارد تومان جریمه به حساب شهرداری واریز کرده‌ است.

## بهره‌برداری و مالکیت
فاز نخست این مجموعه به مساحت ۱٬۹۵۰٬۰۰۰ متر مربع در اردیبهشت ۱۳۹۷ رونمایی شده‌ است. فاز دوم نیز سال ۱۳۹۹ به بهره‌برداری رسید. سرمایه‌گذار اصلی این پروژه بانک آینده است.
بودجه ساخت این مجتمع بیش از ۲۲ هزار میلیارد تومان بوده‌ است. بانک آینده به مدیریت جلال رسول‌اف به‌عنوان سرمایه‌گذار اصلی این پروژه معرفی شده و کارفرمایان این پروژه هم شرکت البرز تات به مدیریت علی انصاری و هلدینگ میلان به مدیریت علی انصاری و علیرضا بیابانی بوده‌ است.
ایران‌ مال یک شرکت سهامی عام است. این شرکت با مجوز بانک مرکزی جمهوری اسلامی ایران و شورای پول و اعتبار تأسیس شده‌ است. بخشی از سهام، واگذار شده و پس از بهره‌برداری از پروژه، سهام در بورس اوراق بهادار ایران عرضه می‌شود و بانک آینده در پایان از مالکیت پروژه خارج خواهد شد. در سال ۱۳۹۹ گفته شد که ۳۵ درصد سهام به فروش رسیده و ۶۵ درصد باقی مانده از طریق بازار سرمایه به فروش برسد.
ایده نخست ساخت بازار بزرگ ایران متعلق به علی انصاری بوده و با توجه به ابعاد پایانی آن، بزرگ‌ترین مرکز خرید جهان محسوب می‌شود.

## بخش‌ها
باغ ماهان (باغ ایرانی)

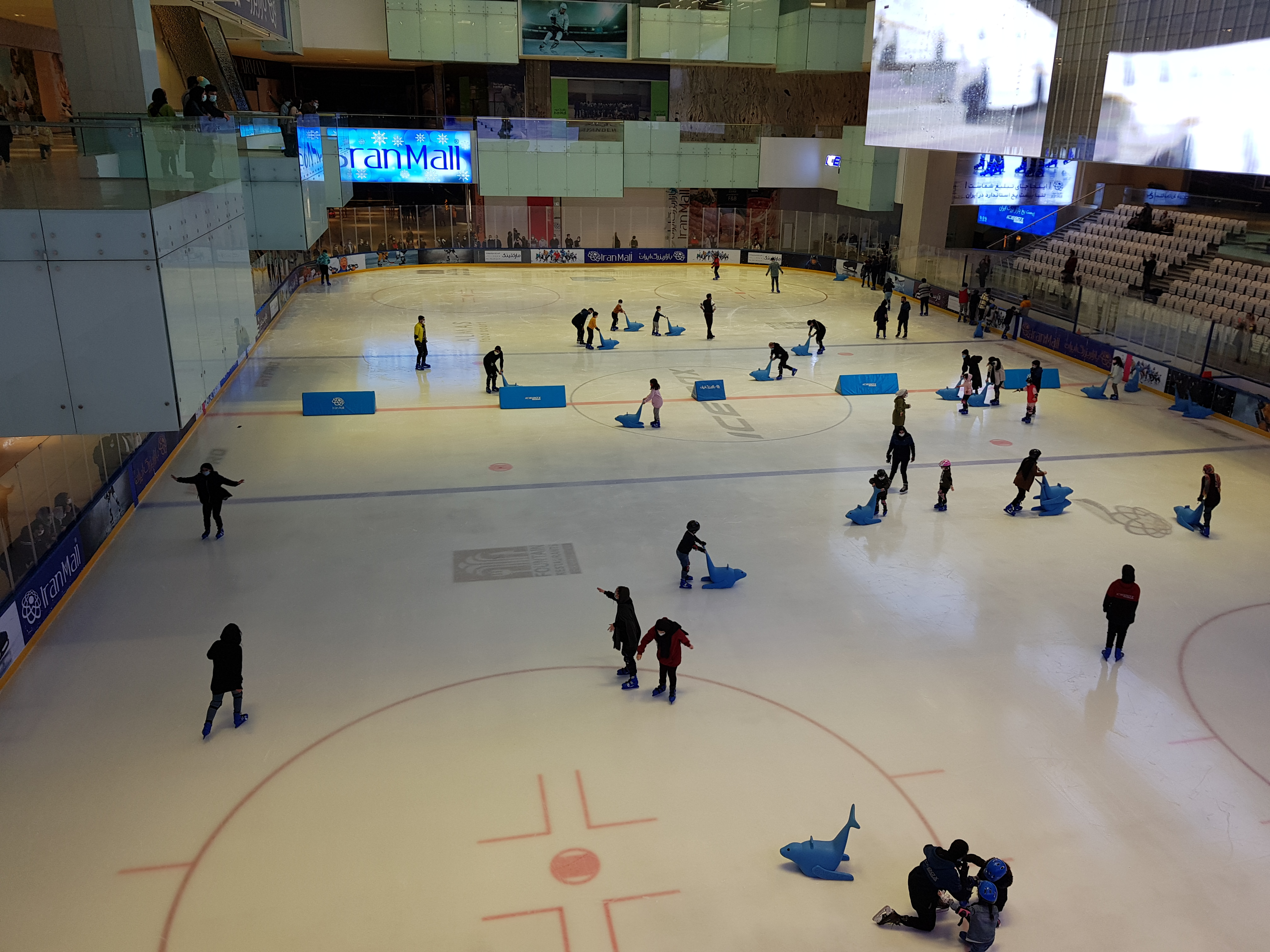
پیست یخ ایران مال

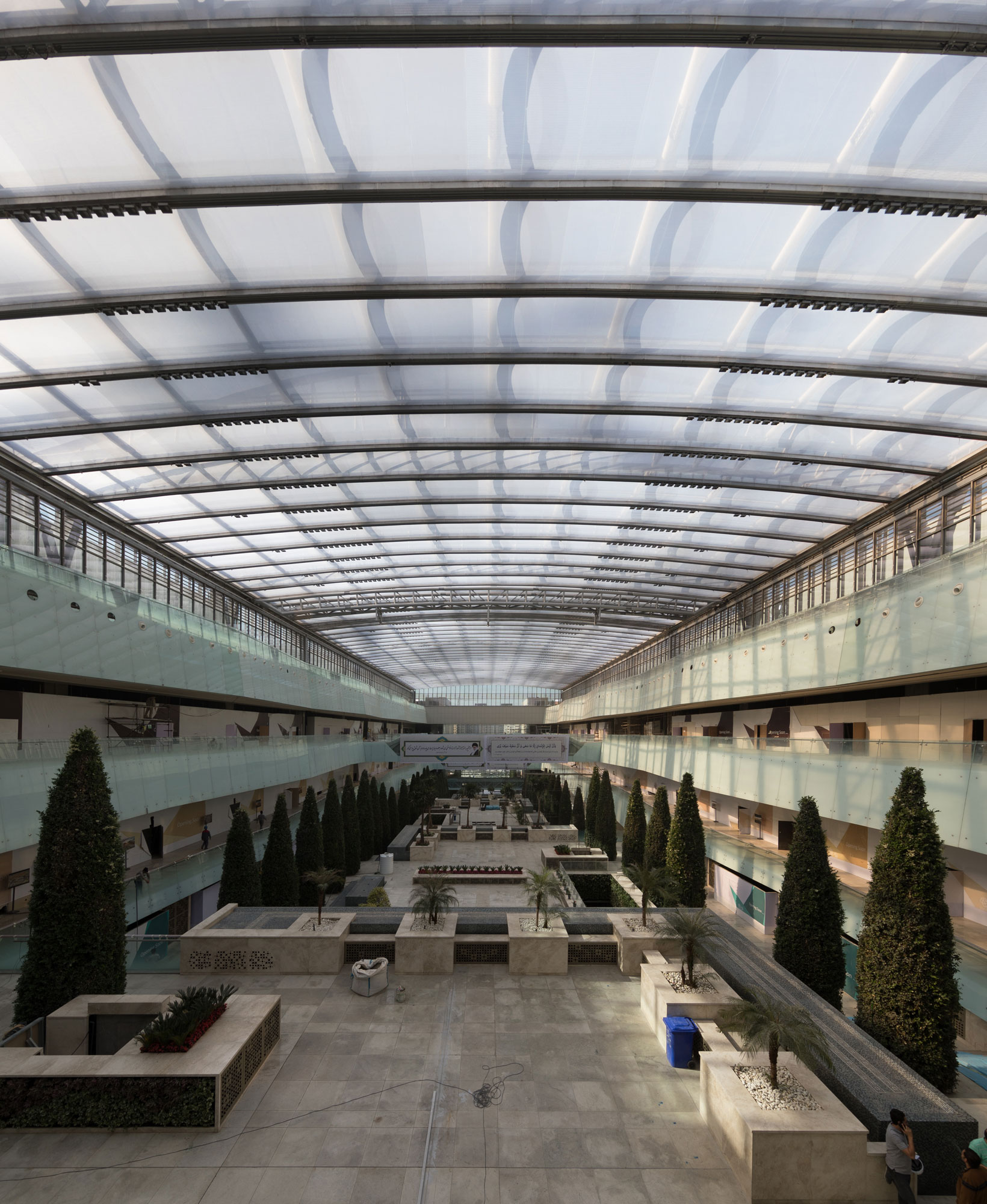
نمای داخلی باغ ماهان و سقف ۸٫۵۰ متری با پوشش ای‌تی‌اف‌ای

باغ ایرانی با الهام گرفتن از باغ ماهان کرمان، در قسمت مرکزی ساختمان بازار بزرگ ایران، واقع شده‌ است. باغ ایرانی با ابعاد ۵۱ در ۱۷۶ متر در طبقات پارکینگ اول تا تجاری دوم ادامه یافته‌ است و سقف آن در بام آزاد بنا، قرار گرفته و در نهایت با فناوری پوشش‌های غشایی ای‌تی‌اف‌ای پوشش داده شده‌ است. جریان آبی که در راستای شمالی-جنوبی این فضا جاری است. همچنین طیف گوناگونی از گیاهان در این فضا کاشته شده‌ است.
نمایشگاه خودرو
یکی دیگر از بخش‌های اصلی پروژه ایران مال، نمایشگاه خودرو مجزا است. این فضای بزرگ در سه طبقه طراحی شده‌ است. نمای این سه طبقه در توالی یکدیگر فرم هندسی تخم‌مرغی شکل ایجاد می‌کنند. سازه فولادی‌نما با هدف دستیابی به پوسته‌ای نرم و یکنواخت و نزدیک به صورت چندضلعی در پلان و منحنی در مقطع طراحی گردید و پانل‌های آلومینیومی نقش پوشش نهایی را ایفا می‌کنند.
سینما، رستوران و هتل
۴۰ واحد سینمایی برای این مجتمع در نظر گرفته شده‌ است که ۱۲ واحد آن در فاز نخست افتتاح شد. همچنین در مجموع حدود ۲۰۰ رستوران وجود دارد، که قسمتی از آن‌ها به شکل فودکورت است. هتل این مجموعه در قسمت شرقی آن با مساحتی بیش از ۱۰۰٬۰۰۰ متر مربع واقع شده‌ است. ارتفاع آن بیش از ۷۰ متر متشکل از دو هتل ۵ ستاره دارای ۲۱۱ و ۱۹۵ اتاق است.
دیگر بخش‌ها
دیگر بخش‌های این مجموعه شامل شربت خانه، مسجد نبی، تالار آینه، بازار چارسوق، کتابخانه، پیست یخ، ایوان بلور، زمین تنیس و آبشار گلستان می‌باشد. این مجموعه دارای ۲۰٬۰۰۰ پارکینگ برای خودرو و موتور سیکلت است و ۵۲ دسترسی نیز به صورت زیرگذر، پل، رمپ و تونل وجود دارد.

## هتل و مرکز تجارت جهانی
هتل ایران‌مال از عظیم‌ترین و باشکوه‌ترین بخش‌های این ابر مجموعه محسوب می‌شود. این سازه عظیم و درخشان که در شرقی‌ترین بخش ایران‌مال واقع شده، در مجموع ۱۸ طبقه و بیش از ۳۰۰ اتاق دارد.این هتل در حال ساخت و تجهیز است.

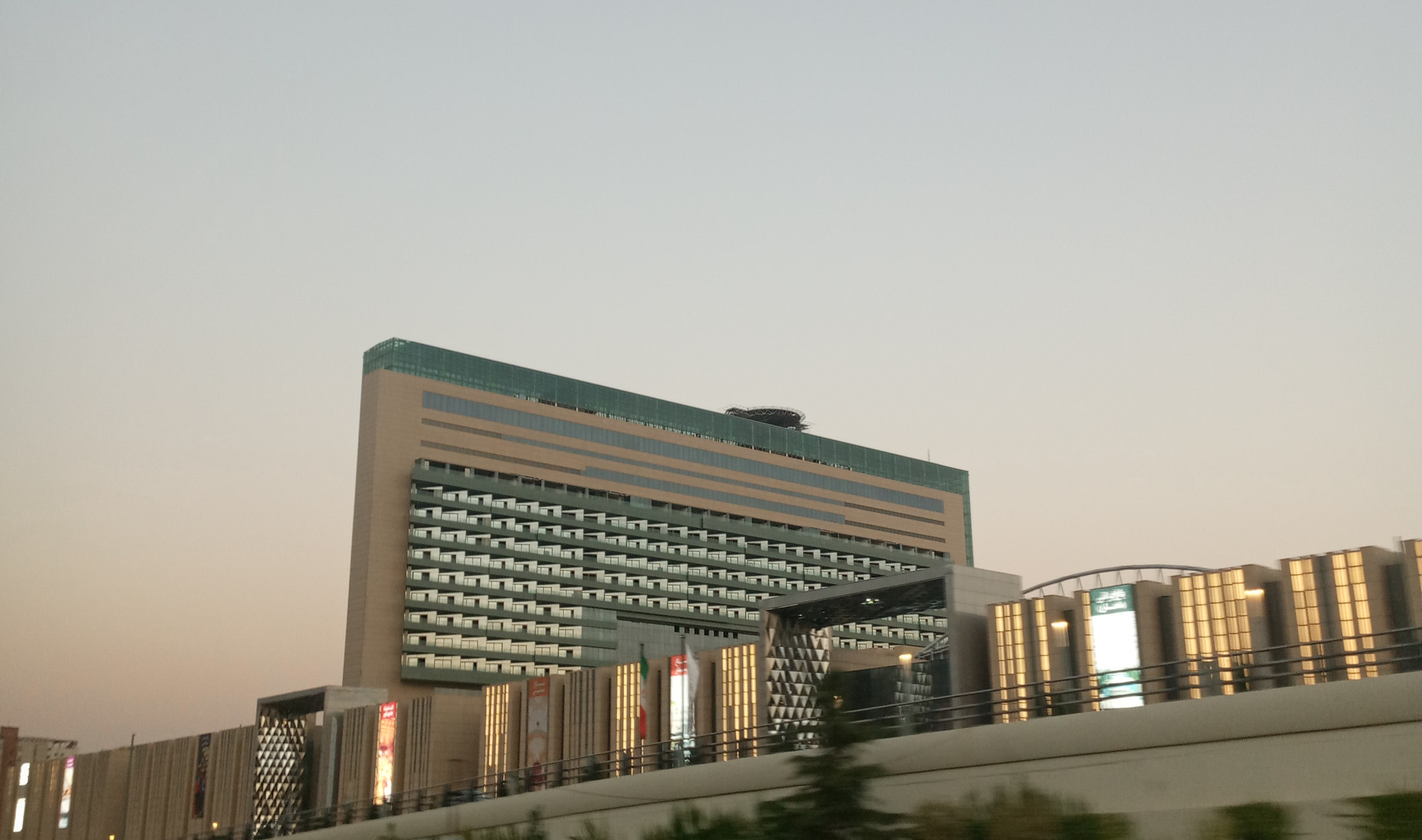
هتل ایران مال

مرکز تجارت جهانی که برجی در غرب ایران‌مال است، پس از ساخته شدن به دفاتر شرکت‌های بزرگ ملی و بین‌المللی و کاربری‌های مختلف تجاری و اداری اختصاص خواهد یافت.

## تخلفات
شهردار منطقه ۲۲ تهران در خرداد ۱۳۹۷، تخلفات در ساخت ایران مال را تأیید کرد. از جمله این تخلفات می‌توان به حذف پارکینگ، اضافه بنا، تغییر کاربری، ساخت‌وساز تجاری در محل تعیین شده به عنوان پارکینگ و مغایرت با پروانه ساختمانی، اشاره کرد. دیگر تخلفات اعلام‌شده، نحوه واگذاری، مدت‌ زمان تسویه با شهرداری و نحوه قیمت‌گذاری بوده‌ است.
همچنین احداث تونل در شمال شرقی پروژه و تصرف قسمتی از بزرگراه شهید خرازی به صورت اختصاصی، بخشی دیگر از تخلفات ایران مال اعلام شده‌ است.
علی اعطا، سخنگوی شورای شهر تهران، در مورد این تخلفات گفته‌ است، «مالک پروژه ایران مال طی سال‌های مختلف دائماً تخلف کرده و با مراجعه به شهرداری هر بار درخواست تغییر نقشه داده‌ است.» همچنین این مجتمع به علت حذف پارکینگ، ۳۰۰ میلیارد تومان جریمه شده‌ است.
محمدجواد شیرازی رئیس وقت سازمان بازرسی شهرداری تهران که بارها به «ده‌ها هزار متر تخلف ایران‌ مال» اعتراض کرده‌ بود، در مورد عدم اعلام این خبر در صداوسیما گفت که «از پخش آن از رسانه ملی جلوگیری کردند و به پخش آگهی تبلیغاتی این مجموعه پرداختند.» او در خرداد ۱۳۹۸ و پس از آنکه دعوت از مدیران عالی شهرداری و شورای شهر تهران برای افتتاحیهٔ پروژه‌ای «با این حجم تخلف» را «وقیحانه» توصیف کرد از کار برکنار شد.
در خرداد ۱۳۹۷ پروندهٔ تخلفات ایران مال برای بررسی به کمیسیون مادهٔ ۱۰۰ ارسال شد. این کمیسیون مرجع رسیدگی به تخلفات ساختمان متشکل از نماینده وزارت کشور، نماینده شورای اسلامی شهر و نماینده قوه قضاییه است. با توجه به نقص گزارش‌های شهرداری، گروهی از کارشناسان رسمی دادگستری به بررسی و تهیه گزارش برای کمیسیون ماده ۱۰۰ پرداختند.
ایران مال تا خرداد ۱۳۹۸ بابت تخلفات خود در مجموع ۵۰۰ میلیارد تومان جریمه به حساب شهرداری واریز کرده‌است.